# Витебский повет
Витебский повет — административная единица в составе Витебского воеводства Великого княжества Литовского (затем — Речи Посполитой). Центр повета — Витебск.
Повет был создан в 1566 в ходе административной реформы в Великом княжестве Литовском на территории ранее существовавшего Витебского княжества. В 1582 году в состав повета вошла Велижская волость. В 1667—1678 волость находилась в составе Российского государства.
В состав повета входили Витебское городское, Велижское (с перерывами), Суражское, Усвятское и Озерищенское староства, а также частные владения. Среди крупных городов повета были Витебск, Сураж и Велиж. Повет посылал двух депутатов (послов) на вальный сейм Речи Посполитой. В Витебске собирались поветовые и воеводские сеймики — местные сословно-представительные органы. В середине XVII века в повете было 10 035 крестьянских хозяйств, а население составляло 80 280 человек.
Повет был ликвидирован в 1772 году после присоединения его территории к Российской империи в ходе первого раздела Речи Посполитой.